# Suze Groshans
Alexandrina Petronella Johanna (Suze) Groshans (Hardenberg, 13 juni 1863 – Bussum, 1 november 1944) was Nederlands humanitariste en voorvechtster voor vrouwen-, kinder- en dierenrechten. 

## Met Marie Jungius
Suze was dochter belastingcontroleur Frederik Casparus Michiel Groshans (1818-1902) en Wilhelmina Johanna Roldanus (1830-1903). In het Nederlands-hervormde gezin was Suze het middelste kind. Enkele van haar broers en zusjes stierven op jonge leeftijd. Suze Groshans bleef ongehuwd. Doordat de vader door zijn werk vaak moest verhuizen woonde ze als kind onder andere in Hardenberg, Leeuwen (Gelderland), Coevorden en Zwartsluis. 
Bij haar opleiding aan de kweekschool in Haarlem leerde ze waarschijnlijk reeds Marie Jungius kennen. Als onderwijzeres werkte ze enkele jaren in Scheveningen en Den Haag. In Den Haag woonde ze samen met haar levenslange vriendin Marie Jungius op de Kanaalweg 108.
Met Jungius raakte zij begin jaren negentig van de negentiende eeuw betrokken bij allerlei maatschappelijke organisaties. Ze zette met haar tal van maatschappijvernieuwende activiteiten op. Na het overlijden van Jungius richtte Groshans met Marie Methorst in 1909 het Marie Jungius Fonds op. Het fonds gaf financiële steun aan overwerkte of zieke vrouwen om weer op krachten te komen.

## Vrouwenrechten

Groshans (links) met Marie Jungius in de Industriezaal van de Nationale Tentoonstelling Vrouwenarbeid (1898)

Nadat op 26 juni 1896 elf vrouwen in Amersfoort de Vereeniging Nationale Tentoonstelling van Vrouwenarbeid hadden opgericht werd Junghans gevraagd door voorzitster Cécile de Jong van Beek en Donk om toe te treden tot het comité. De Nationale Tentoonstelling van Vrouwenarbeid vond in 1898 plaats in Den Haag. 
Toen 1898 de dienstbodenvereniging Allen voor Elkander (AvE) in Den Haag zich had aangesloten bij het Haagsch Vakcomité hoorde Suze Groshans tot de sprekers op vergaderingen. Als de Vereeniging voor Vrouwenkiesrecht in 1899 wordt geconfronteerd met een besluit van de SDAP om over het hele land een agitatie voor algemeen kiesrecht in het leven te roepen, worden Jungius en Groshans van de afdeling Den Haag afgevaardigd naar de vergadering.
Een van haar maatschappelijke acties was het strijden voor afschaffing van de bakkersnachtarbeid. Als de Nederlandsche Bakkersgezellenbond In 1897 zich sterk maakt voor afschaffing van de nachtarbeid. De afdeling Den Haag van de vakbond heeft sterke bezwaren tegen het wetsvoorstel en besluit actie te ondernemen. Daarbij wordt Groshans als secretaresse van het succesvolle organisatiecomité voor de Nationale Tentoonstelling van Vrouwenarbeid benaderd. Zij slaagt er dan ook in om vanuit het damescomité een grote hoeveelheid handtekeningen te verzamelen.

## Dierenrechten
In 1894 behoorde Groshans met Felix Ortt en Caroline van der Hucht-Kerkhoven tot de oprichters van de Nederlandse Vegetariërsbond. Op de ‘Nationale Tentoonstelling van Vrouwenarbeid’, in 1898 was ook een kleine afdeling ingericht als restaurant. Dit restaurant stond onder leiding van weduwe E.M.v.d. Molen, als vertegenwoordigster van de Nederlandschen Vegetariërsbond. Suze Groshans en Marie Jungius hielpen met de bediening.
Reeds in 1865 was de s-Gravenhaagse Vereeniging tot Bescherming van Dieren (GVBD) opgericht, in 1877 omgedoopt tot Nederlandsche Vereeniging tot Bescherming van Dieren (NVBD). Het in 1869 opgerichte blad Androcles was de spreekbuis van de dierenbeschermingsbeweging. In 1905 kreeg  de naam van het tijdschrift de toevoeging - Orgaan van de Nederlandse Bond ter Bestrijding van de Vivisectie. Voor de NBBV waren in elk nummer een paar pagina’s voor anti-vivisectionistische artikelen. Als bestuurslid had ze zitting in meerdere organisaties die opkwamen voor de belangen van dieren. Groshans had zitting in zowel het bestuur van de Nederlandsche Vereeniging voor Dierenbescherming als de Nederlandsche Bond tot Bestrijding van Vivisectie.

## Kinderrechten
In 1892 richtte zij de Kinderbondafdeling Den Haag/Scheveningen op. In 1899 kreeg Scheveningen een eigen afdeling onder leiding van Roosje Pierson. De Kinderbond streefde naar ‘het aankweeken van rechtvaardigheid en meegevoel voor al wat leeft en de bestrijding van ruwheid en baldadigheid’. Naast het organiseren van, bevorderde de bond de oprichting van volks- en kinderbibliotheken en gaf voorlichting over kinderboeken. Dit geschiedde in de vorm van boekenlijsten en recensies in het Correspondentieblad van den Nederlandschen Kinderbond.
In 1916 was Groshans actief voor de Scheveningse afdeling van de Algemeenen Nederlandsche Bond 'Vrede door Recht'. Deze commissie had als taak om vredespropaganda te verspreiden onder de jeugd.
Suze Groshans zette zich in voor de verspreiding van goede kinderlectuur. Zo zat zij bij de organisatie van de tentoonstelling De Vrouw 1813-1913  in de commissie die een afdeling kinderboeken verzorgde. Van 1918 tot 1938 was ze voorzitster van het bestuur van de jeugdleeszaal Herman Costerstraat te Den Haag. 
Groshans beschouwde kinderboeken als een middel om kinderen geestelijk voor te bereiden op de volwassenheid. Kinderboeken dienden dan ook uit te gaan van het goede, ‘Het negatieve en het schadelijke moet met kracht geweerd'. Een citaat van haar was Het allermoeilijkste, dat te leren valt, is een zacht en lieflijk oordeel, gevoed met bewustzijn van eigen zwakheid en met teder begrijpen van anderer falen. Van 1915-1929 maakte ze deel uit van de redactie van De Kleine Androcles, een maandblad voor kinderen dat geheel aan de belangen van dieren was gewijd. Ook publiceerde ze over jeugdliteratuur. Samen met Marcelle de Smeth van Alphen stelde ze in 1917 een bundel kinderverhalen samen onder de titel: Van dieren en hun vrienden. Informatieve teksten schreef ze over de verzorging van konijnen, over ‘pleegmoedertjes en vriendjes’ in de dierenwereld en over de Nederlandsche Kinderbond. 

## Laatste jaren
Groshans bleef tal van artikelen en pamfletten publiceren. Ze hield in haar leven lezingen door het hele land, ook voor verwante humanitaire organisaties. Zo gaf ze bijvoorbeeld in 1931 in Amersfoort een beschouwing over De Broederschapsfederatie en de Vereenigingen.
Na haar zestigste verhuisde Groshans naar de Utrechtseweg 186 in Arnhem. Sober levend en wars van luxe stond zij bekend om haar onvermoeibare werklust. Ze was op zeker moment bestuurslid van dertig verenigingen. Na oververmoeidheid rond haar zeventigste belandde ze in het rusthuis van verpleegkundige Hendrika Johanna Vermazen, dat in 1940 naar Oosterbeek verhuisde. In de Tweede Wereldoorlog ging haar lichamelijke en geestelijke gezondheid snel achteruit. Kort nadat de bewoners van het rusthuis in het najaar van 1944 naar Bussum waren geëvacueerd stierf ze op de leeftijd van 82 jaar. In een speciale editie uit 1945 van het Correspondentieblad van den Nederlandschen Kinderbond werd zij gekarakteriseerd als: 'Zij cijferde zichzelf en hare verlangens volkomen weg en stelde zich zonder eenig voorbehoud in dienst van haar werk voor de onderdrukte menschheid. Haar ideaal was een wereld van barmhartigheid, maar in de eerste plaats van rechtvaardigheid'.

## Werken
- 1894-1944: uitgave van den Nederlandsche Vegetariërsbond ter gelegenheid van het 50-jarig bestaan, opgedragen aan : Suze Groshans en Felix Ortt (1946)
- Iets over vrouwenkleeding en gezondheid (1889)
- Een woord aan allen. Een nationale tentoonstelling van vrouwenarbeid. (1897)
- De rechten der dieren beschouwd in verband met den socialen vooruitgang (1897)
- Een woord aan allen: een nationale tentoonstelling van vrouwenarbeid (1897)
- Nachtarbeid der bakkers (1897)
- Over beginsel en werking van den Nederlandschen Kinderbond
- Vrouwenarbeid in den gemeentelijken telefoondienst in Nederland, overzicht van de uitkomsten van een onderzoek door het Bureau. Amsterdam, Versluys (1905)
- De taak van de vrouw bij gemoedsontwikkeling (Den Haag, 1914)
- Van dieren en hun vrienden: verhaaltjes voor kinderen. (1917). Met M. de Smeth van Alphen
- De taak der vrouw bij de gemoedsontwikkeling (1918)

- Biografisch Portaal: 30673877
- Digitale Bibliotheek voor de Nederlandse Letteren: gros020
- International Standard Name Identifier: 0000 0003 8919 7577
- Nederlandse Thesaurus van Auteursnamen: 072761830
- Virtual International Authority File: 282560780